# Oneus
Oneus (кор. 원어스, вимовляється як англійське «One Us», українською «Ван-Ас») — південнокорейський бой-бенд, сформований агентством RBW. Дебют гурту відбувся 9 січня 2019 року з мініальбомом Light Us. Початково гурт складався з шести учасників: Рейвн, Сохо, Лідо, Конхі, Хванун, Сіон. 27 жовтня 2022 року Рейвн покинув гурт, а Oneus продовжили свою діяльність з п'ятьома учасниками. Oneus один з небагатьох к-поп гуртів, що не мають офіційної позиції лідера.
У 2020 році Oneus взяли участь у музичному реаліті-шоу Road to Kingdom і пройшли до фіналу, але зайняли 4 місце. 17 листопада 2021 року гурт здобув свою першу у кар'єрі нагороду на музичному шоу Show Champion з піснею «Luna». Отримали популярність після виходу мініальбому Malus у вересні 2022. Продажі цього альбому перевищили 200 000 копій, а головний сингл «Same Scent» здобув чотири перемоги на корейських музичних шоу. Гурт відомий використанням традиційних корейських музичних інструментів, зокрема у синглах «Lit» та «Luna».

## Кар'єра

### 2017—2018: додебютні часи
У квітні 2017 року Хванун, Конхі та Сохо взяли участь у другому сезоні талант-шоу Produce 101, а в жовтні 2017 Сохо та Рейвн — у реаліті-шоу Mix Nine. Лідо також самостійно брав участь у прослуховуваннях на шоу Mix Nine, але не пройшов перший етап.
З листопада 2017 учасники гурту брали участь у проєкті «RBW Trainee Real Life — We Will Debut». Конхі та Хванун були першими, хто увійшов до складу нового гурту. 19 грудня трейні провели спільний концерт з товаришами по лейблу MAS «We Will Debut Chapter. 2 — Special Party». На початку 2018 року Конхі та Хванун, з приєднавшимися до них Рейвном та Сохо були представлені як пре-дебютний гурт RBW Boyz. Лідо та Сіон приєдналися до гурту у березні 2018. Гурт отримав назву Oneus у червні 2018 року.
25 червня 2018 компанія RBW виклала трейлер майбутнього гурту Oneus та суміжного проєкту Onewe, а 13 липня повідомила, що дебют заплановано у другому півріччі 2018 року. 27 вересня було опубліковано музичне відео на пісню «Last Song», яка була виконана гуртами Oneus і Onewe та є як згадка про все пережите протягом проєкту «We Will Debut».

### 2019: дебютний рік
Гурт дебютував 9 січня 2019 року з мініальбомом Light Us, головною піснею якого стала «Valkyrie». Сингл попав у рейтинг топ 10 на iTunes у декількох країнах, включно з США та Австралією, а також посів 15 місце у чарті Billboard's World Digital Song Sales. 10 січня 2019 року Oneus дебютували на сцені музичного шоу M Countdown з піснею «Valkyrie».
29 травня Oneus випустив свій другий мініальбом Raise Us з заголовною композицією «Twilight». Знімання музичного кліпу відбувалося у Мілані, Італія.
У червні було стало відомо, що Oneus мають виступити на музичному фестивалі KCON у Лос-Анджелесі, але через проблеми з документами для виїзду закордон гурт на фестивалі не виступив.

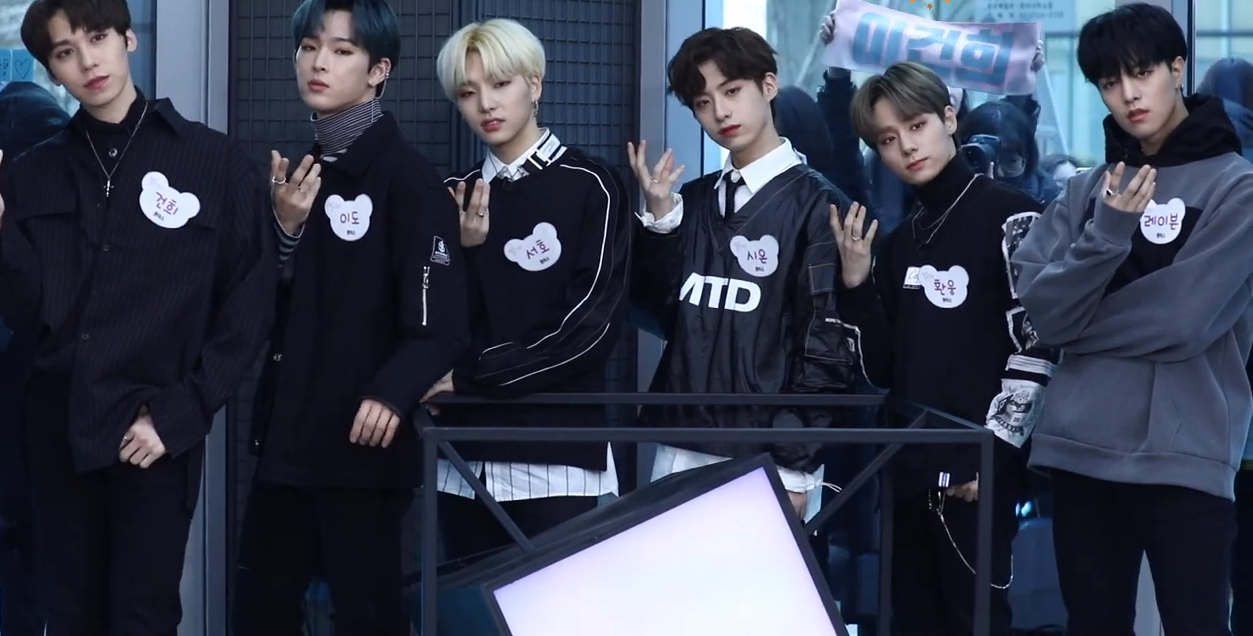
Oneus у 2019 році

28 липня Oneus провели в Осаці (Японія) свій перший концерт «2019 Oneus Japan 1st Live: 光差», 25 серпня гурт мав ще один концерт — вже у Токіо (Японія). Між цими двома концертами — 7 серпня вийшов перший японський сингл Twilight. Протягом двох місяців з моменту релізу було продано більше 60 тис. копій цього синглу.
28 вересня гурт виступив на музичному фестивалі KCON 2019 THAILAND у Бангкоці, Таїланд.
30 вересня відбувся реліз вже третього мініальбому — Fly with Us з головною композицією «Lit».
У листопаді Oneus провів містами США свій перший тур «Fly With Us»: концерти відбулися у Нью-Йорку, Чикаго, Атланті, Далласі, Міннеаполісі та Лос-Анджелесі.
18 грудня гурт випустив свій другий японський сингл «808», який дебютував на першому рядку Oricon Daily Single Chart. У перший день продажі альбому становили 3662 копій.

### 2020: сингл-альбомIn Its Time, шоуRoad to Kingdom, мініальбомLived
10 січня Oneus провели зустріч з фанатами, присвячену першій річниці гурту («Oneus 1st Anniversary 'Our Moment'»). 8-9 лютого для більш як двохтисячної аудиторії гурт провів концерт під назвою «2020 Oneus Japan 2nd Live <Fly With Us Final>» в Осаці, а 15-16 для маже п'ятитисячної — у Тібі.
24 березня гурт випустив сингл-альбом In Its Time з головним треком «A Song Written Easily». Пісня стала третім синглом гурту, що потрапив до чарту Billboard World Digital Song Sales, посівши найвище з них місце — одинадцяте. Гурт також випустив музичний кліп на цю пісню, який був знятий у Новій Зеландії.
Гурт взяв участь у 8-серійному телешоу Road to Kingdom, яке з 20 квітня по 18 червня транслювалося телеканалом Mnet, вийшовши у його фінал. До фінального виступу гурт підготував сингл «Come Back Home».
20 серпня відбувся реліз мініальбому Lived з головним треком «To Be or Not to Be» та музичним відео до нього. Цей альбом продемонстрував концепт, вперше показаний у кліпі до «Come Back Home», що оснований на естетиці темного фентезі. Музичне відео доповнювали мініфільми та тизери, які розкривали історію, розпочату у кліпі до «Come Back Home» та продовжену у «To Be or Not to Be».
1 грудня 2020 року гурт випустив свій перший цифровий сингл «Bbusyeo» та музичний кліп до нього.

### 2021:Devil,Binary CodeтаBlood Moon
19 січня 2021 року Oneus випустили свій перший студійний альбом Devil, до якого увійшли 11 пісень, включаючи головний трек «No Diggity» та виданий раніше сингл «Bbusyeo». В той же день вийшов музичний кліп на пісню «No Diggity».
11 травня вийшов п'ятий мініальбом гурту Binary Code, з головним синглом «Black Mirror». До мініальбому увійшла рок-версія дебютного треку Oneus — «Valkyrie».
19 червня Oneus виступили на онлайн-концерті KCON: TACT 4U, який транслювався не тільки у Південній Кореї, але і в усьому світі через Youtube.
У жовтні було анонсовано, що гурт проведе онлайн та офлайн концерти «Oneus Theatre: Blood Moon» у Сеулі 6 та 7 листопада.
9 листопада вийшов шостий мініальбом Blood Moon, з головним синглом «Luna». 17 листопада гурт здобув свою першу у їхній кар'єрі нагороду на музичному шоу Show Champion з піснею «Luna».
21 грудня 2021 року Oneus спільно з Onewe випустили пісню і музичний кліп «Stay».

### 2022: ТурBlood Moon,Trickster,Malus, Dopamineта перший світовий тур
У лютому 2022 Oneus вирушили у другий тур по 12 містах США, включно з Нью-Йорком та Лос-Анджелесом.
У квітні було анонсовано продовження туру «Blood Moon» з концертами у Японії — у містах Тіба (24 квітня) та Осака (2 травня). 19 квітня гурт анонсував сьомий мініальбом Trickster, вихід якого заплановано 17 травня.
5 травня вийшов перший епізод мініфільму «EP.1 Trickster: The Choice is Ours», який більше розкривав концепцію майбутнього альбому. 9 травня вийшов другий епізод «EP.2 The Choice Game: Who Got the Joker?». 12 травня вийшов тізер до музичного кліпу на головний трек «Bring It On».
Сьомий мініальбом гурту Trickster вийшов 17 травня 2022 року. До нього увійшло 7 пісень, зокрема головний трек «Bring It On» та його англійська версія. Протягом першого дня продажі мініальбому досягли 172 563 копії, що стало абсолютним рекордом для гурту. У перший тиждень було зафіксовано продаж більше ніж 220 000 копій. Хореографію для «Bring It On» Oneus створювали разом з танцювальною студією 1Million Dance Studio.
20 травня сингл «Bring It On» очолив корейський музичний чарт у реальному часі Bugs, а бі-сайди з альбому «Mr. Wolf», «Fragile», «Firebomb» та «Skydivin» зайняли місця з 2 по 5 відповідно.

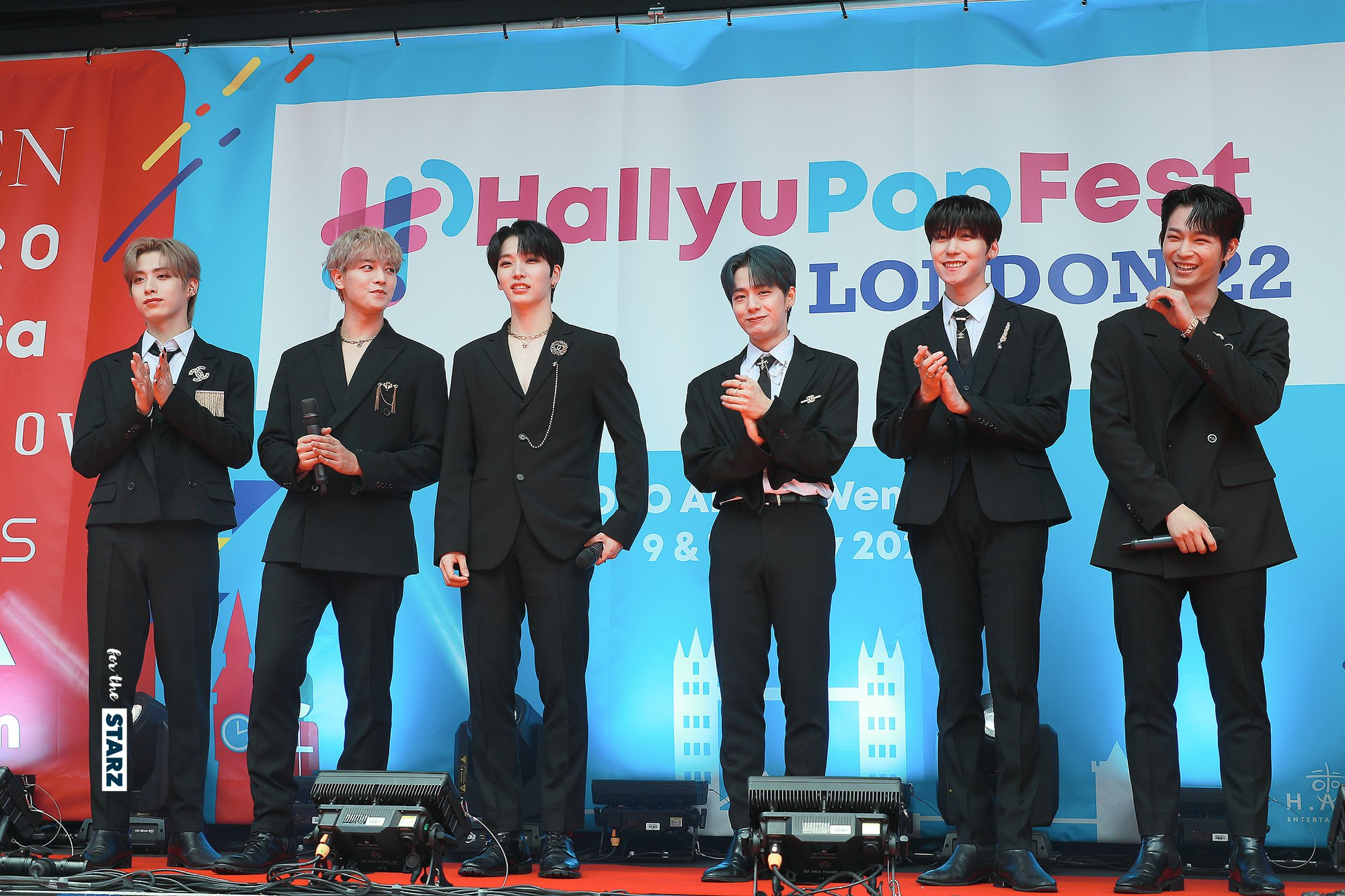
Oneus на фестивалі HallyuPopFest у Лондоні, 2022 рік

1 червня RBW опублікували постер першої офіційної дводенної фан-зустрічі у Японії — «2022 Oneus Japan 1st Fanmeeting 'Summer'», які були призначені на 25 червня та 3 липня.
9 липня Oneus виступили на фестивалі HallyuPopFest у Лондоні.
16 серпня був анонсований випуск нового восьмого мініальбому Oneus Malus.
Восьмий корейський мініальбом Malus вийшов 5 вересня, разом з головним синглом «Same Scent» та музичним кліпом до нього. До альбому увійшли сім треків, включно з англомовною версію головного сингла. Malus дебютував на першому місці у чарті Circle Album Chart, з загальною кількістю проданих копій понад 201 000 (включно з версіями «Poca» та «Meta»). 13 вересня гурт отримав свою першу перемогу на музичному шоу The Show з «Same Scent». 14 вересня вони перемогли вдруге на шоу Show Champion.
1 жовтня Oneus виступили на фестивалі KCON у Ер-Ріяді, Саудівська Аравія. Окрім власних пісень, вони разом з гуртом TO1 виконали кавер на пісню Докьома (гурт Seventeen) — «GO!» (саундтрек до дорами Twenty-Five Twenty-One).
17 жовтня 2022 RBW оголосили про тимчасову перерву у діяльності учасника Рейвн внаслідок чуток про його неприйнятну поведінку, які почали поширювати анонімні акаунти в твітері, для проведення розслідування.
27 жовтня 2022 RBW оголосили, що вважають Рейвн невинним у звинуваченнях, але він ухвалив рішення самостійно покинути гурт, і Oneus продовжить діяльність із п'ятьома учасниками. При цьому компанія RBW не розірвала контракт з Рейвн, наголосивши, що все ще триває розслідування.
29 жовтня гурт розпочав свій перший світовий тур концертом у Сеулі. 5 листопада на концерті у Токіо вони вперше виконали пісню «Dopamine», що увійшла до їхнього нового японського альбому, вихід якого було заплановано пізніше у листопаді.
23 листопада Oneus випустили свій перший японський студійний альбом Dopamine, до якого увійшов однойменний головний сингл, японські версії їхніх минулих хітів та дві нові японськомовні пісні. В перший день після релізу альбом посів 6 місце у японському чарті iTunes Japanese K-Pop Album Daily, а також потрапив у чарти інших країн.
16 грудня на пісенному фестивалі 2022 KBS Song Festival Oneus виконали нову версію пісні «Same Scent» у традиційному корейському вбранні — ханбок. Сохо, Лідо і Хванун також виконали танцювальний кавер на пісню Джастіна Тімберлейка «SexyBack».
Американський журнал Teen Vogue та британський журнал Dazed додали сингл «Same Scent» до своїх списків «Найкращих K-pop пісень 2022».
29 грудня на офіційному Youtube-каналі гурту вийшла нова версія пісні «Same Scent» зі зміненою мелодією та хореографією.

### 2023: продовження туру,Pygmalion
Після завершення туру "ONEUS 1ST WORLD TOUR «REACH FOR US» RBW повідомили, що невдовзі Oneus випустять новий мініальбом.
17 квітня 2023 було анонсовано, що ONEUS випустить дев'ятий мініальбом Pygmalion 8 травня. Дизайн логотипу і назва нового альбому відсилає до Пігмаліону із давньогрецької міфології, який закохався у власну статую Галатею. Цей мініальбом став першим, в написанні якого не брав участь Рейвн.
19 квітня було оприлюднено, що Oneus будуть одними з виконавців, що виступатимуть на щорічному концерті «Dream Concert», який заплановано на 27 травня в Пусані. 21 та 22 квітня гурт виступив у Лас-Вегасі на музичному фестивалі «We Bridge Music Festival & Expo».
27 квітня Oneus випустили промо-сингл до свого нового альбому «잇다 있다 잊었다 (Unforgettable)» і музичний кліп до нього. Ця пісня увійде до Pygmalion як бі-сайд.
18 травня стало відомо, що Сіон дебютує як актор у веб-дорамі Fresh Romance (кор. 풋풋한 로맨스).
3 вересня 2023 у Тайбеї відбувся перший концерт гурту у Тайвані в рамках світового туру «Reach For Us».
5 вересня 2023 у соціальних мережах гурту з'явився тізер до нового десятого мініальбому гурту — La Dolce Vita. 12 вересня 2023 Oneus об'явили про свій другий світовий тур у підтримку нового альбому. Було заплановано концерти у Японії, Європі та Америці.
Мініальбом з п'яти треків вийшов 26 вересня. Головний сингл «Baila Conmigo» записаний у двох версіях — корейській та іспанській. За словами учасників гурту, концепція нового альбому була натхненна казкою про русалоньку, а самі хлопці «перетворилися на принців-русалів».

### 2024: «Now» та повернення наRoad to Kingdom
4 травня 2024 гурт вперше виступив в Куала Лумпурі (Малайзія) в рамках другого світовог туру «La Dolce Vita».
19 травня 2024 Oneus випустили цифровий сингл «Now», що є ремейком на пісню дівочого гурту Fin.K.L «Now» (2000).
10 липня 2024 стало відомо, що Oneus візьмуть учать у новому сезоні музичного шоу на виживання Road to Kingdom разом з The New Six, Just B, 8Turn, Younite, Cravity і Tempest.

## Учасники

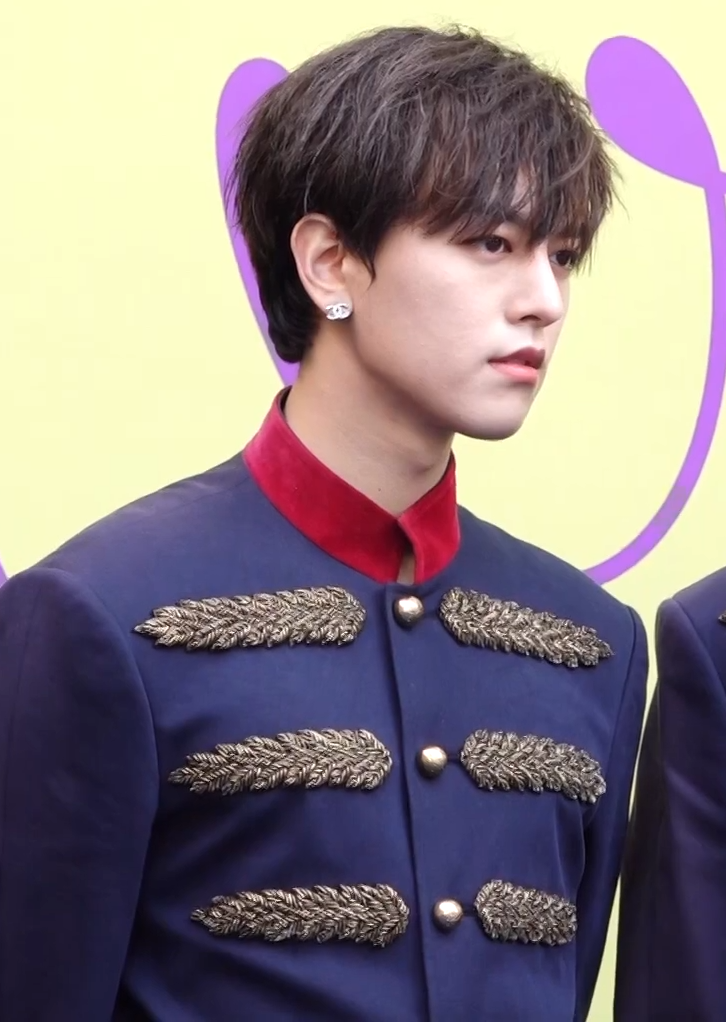
Рейвн
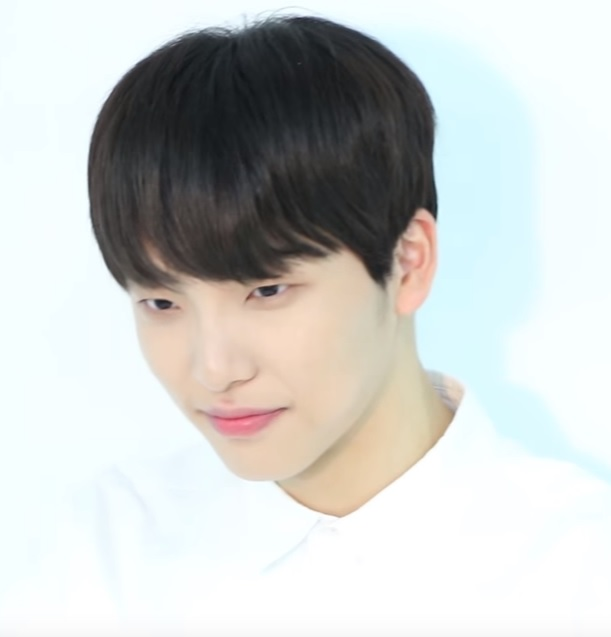
Сохо
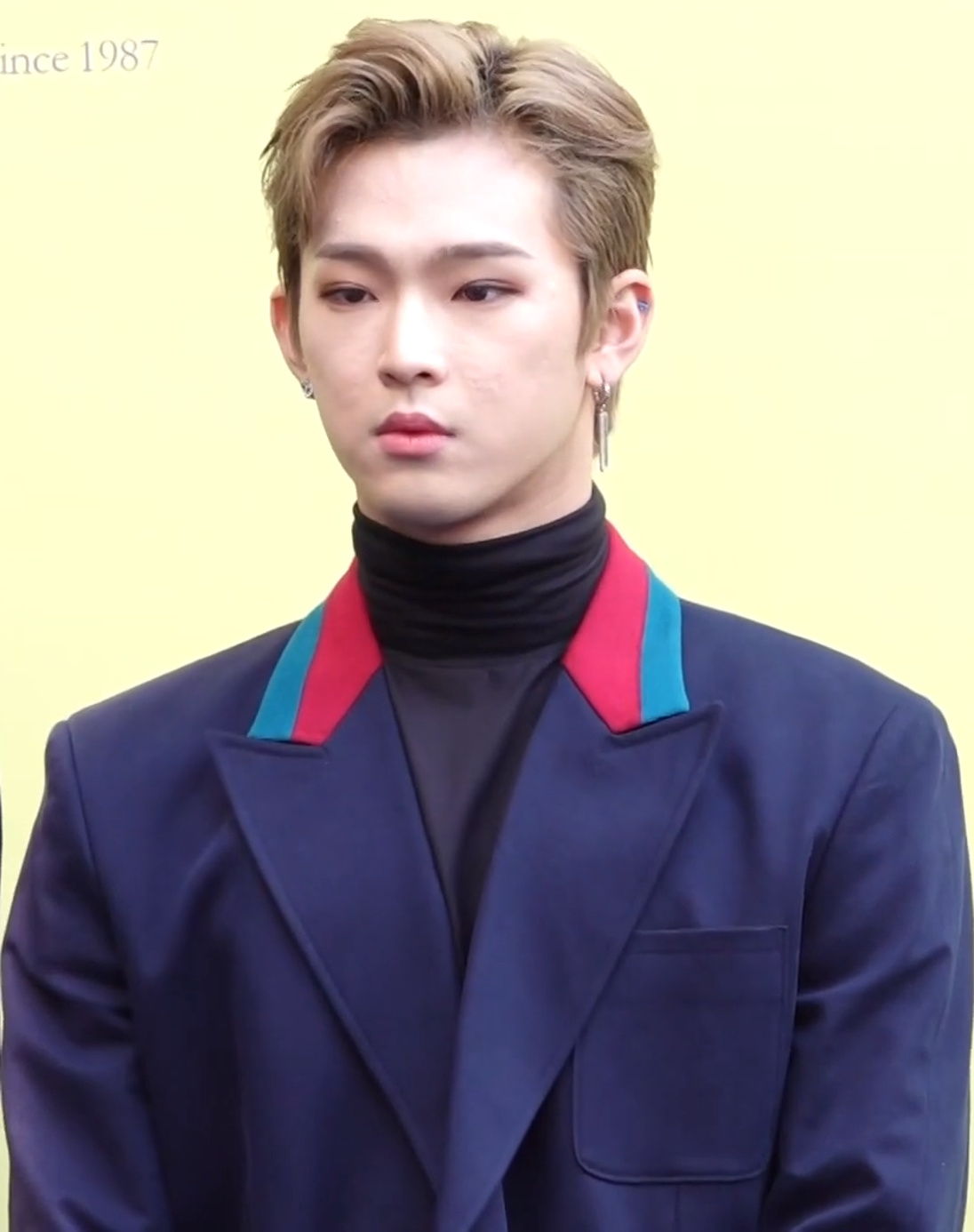
Лідо
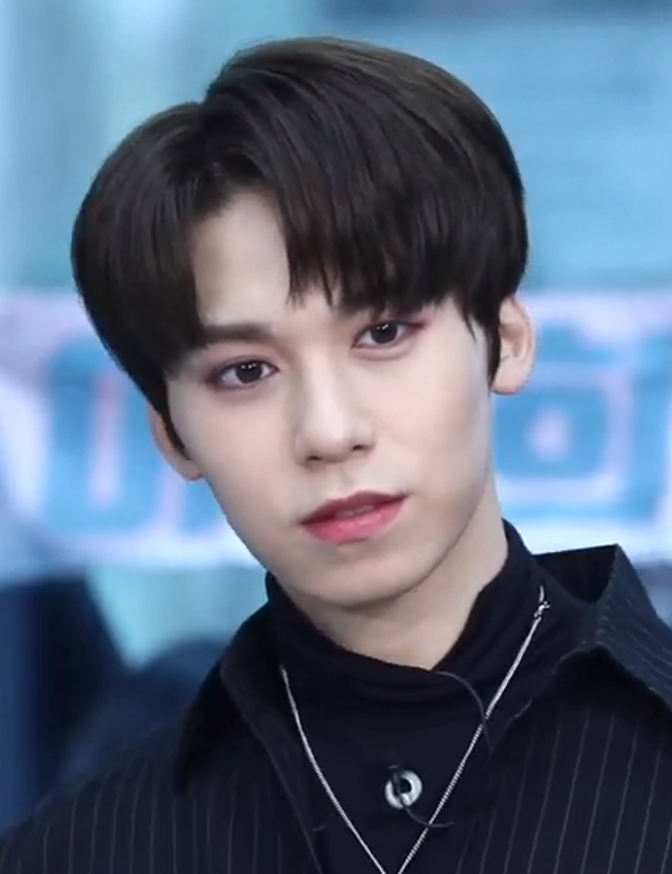
Конхі
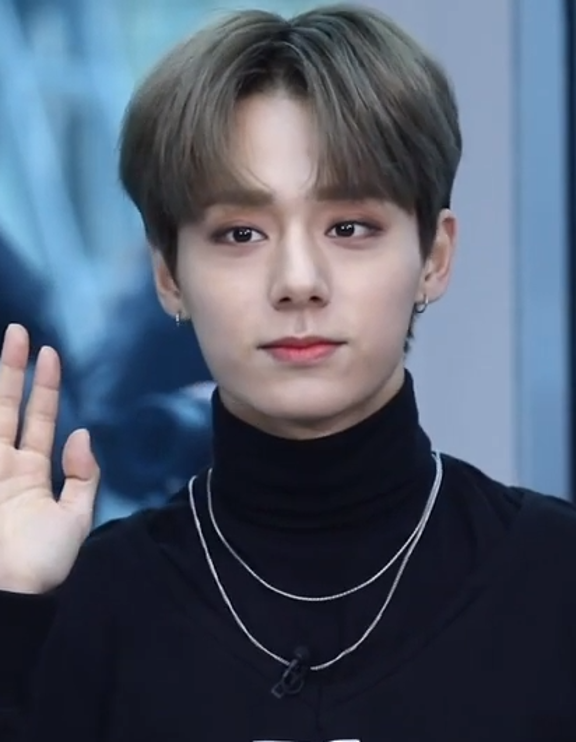
Хванун
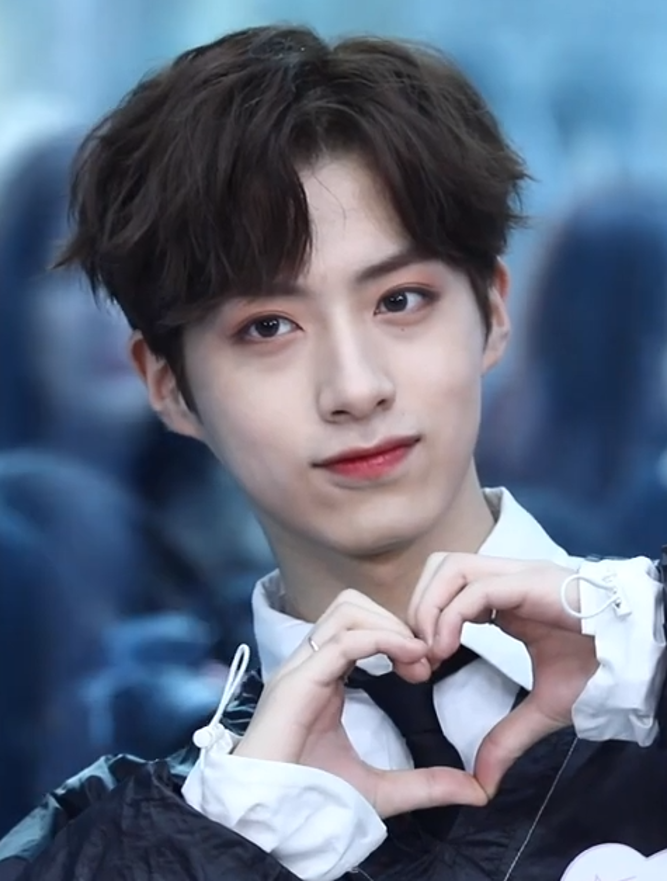
Сіон

| Сценічне ім'я    | Сценічне ім'я | Сценічне ім'я | Справжнє ім'я | Справжнє ім'я | Справжнє ім'я | Дата народження           | Позиція в гурті    |
| Українською      | Хангилем      | Латиницею     | Українською   | Хангилем      | Латиницею     | Дата народження           | Позиція в гурті    |
| ---------------- | ------------- | ------------- | ------------- | ------------- | ------------- | ------------------------- | ------------------ |
| Сохо             | 서호          | Seoho         | Лі Сохо       | 이건민        | Lee Seoho     | 7 червня 1996 (28 років)  | Головний вокаліст  |
| Лідо             | 이도          | Leedo         | Кім Ґонхак    | 김건학        | Kim Gunhak    | 26 липня 1997 (27 років)  | Репер, вокаліст    |
| Конхі            | 건희          | Keonhee       | Лі Конхі      | 이건희        | Lee Keonhee   | 27 червня 1998 (26 років) | Головний вокаліст  |
| Хванун           | 환웅          | Hwanwoong     | Йо Хванун     | 여환웅        | Yeo Hwanwoong | 26 серпня 1998 (26 років) | Головний танцюрист |
| Сіон             | 시온          | Xion          | Сон Донджу    | 손동주        | Son Dongju    | 10 січня 2000 (25 років)  | Вокаліст, макне    |
| Колишні учасники |               |               |               |               |               |                           |                    |
| Рейвн            | 레이븐        | Ravn          | Кім Йонджо    | 김영조        | Kim Youngjo   | 2 вересня 1995 (29 років) | Репер, вокаліст    |

## Дискографія
- Devil (2021)
- Dopamine (2022)

## Фільмографія

### Реаліті-шоу
| Рік         | Платформа              | Назва                                    | Примітки                 |
| ----------- | ---------------------- | ---------------------------------------- | ------------------------ |
| 2017 — 2018 | V Live                 | RBW Trainee Real Life — I shall Debut S1 | 11 серій — разом з ONEWE |
| 2018        | Olleh TV               | RBW Trainee Real Life — I shall Debut S2 | 20 серій — разом з ONEWE |
| 2018        | MBC Music / MBC Every1 | Power Up! Beautiful snack bar is open    | 8 серій — разом з ONEWE  |
| 2020        | Mnet                   | Road to Kingdom                          | 8 серій                  |
| 2020-т. ч.  | Youtube                | Show Me The MWM                          | 2 сезони, 8 серій        |

### Веб-серіали
| Рік  | Назва         | Нотатки  | Примітки |
| ---- | ------------- | -------- | -------- |
| 2021 | K-Campus Life | 1 епізод | [ 122 ]  |

## Тури та концерти

### 2019
- Debut Concert «Masterpiece»
  - 9 січня — Сеул, Південна Корея — Yes24 Live Hall
- Japan 1st Live «光差»
  - 28 липня — Осака, Японія — Zepp Namba
  - 25 серпня — Токіо, Японія — Zepp DiverCity
- Special Live «Fly With Us»
  - 21 вересня — Сеул, Південна Корея — Yes24 Live Hall
- 1st Tour in USA «Fly With Us»
  - 3 листопада — Нью-Йорк, Нью-Йорк — The Town Hall
  - 6 листопада — Чикаго, Іллінойс — The Vic
  - 8 листопада — Атланта, Джорджія — Center Stage
  - 10 листопада — Даллас, Техас — Granada Theater
  - 13 листопада — Міннеаполіс, Міннесота — Pentages Theatre
  - 15 листопада — Лос Анджелес, Каліфорнія — Belasco Theatre

### 2020
- Japan 2nd Live «Fly With Us Final»
  - 8-9 лютого — Осака, Японія — Cool Japan Park Osaka Wwhall
  - 15-16 лютого — Ураясу, Тіба — Maihama Amphitheatre
- 1st Ontact Live «Crush On Ø Us»
  - 28 листопада — проводився онлайн на платформі MyMusicTaste

### 2021
- «Oneus Theatre: Blood Moon»
  - 6-7 листопада — Сеул, Південна Корея — Blue Square (7 листопада проводився онлайн)

### 2022
- Blood Moon
  - 12 лютого — 12 березня — другий тур по США
- ONEUS JAPAN 3RD LIVE: BLOOD MOON
  - 24 квітня — Тіба, Японія
  - 2 травня — Осака, Японія — Cool Japan Park Osaka WW Hall[62]
- ONEUS 1st World Tour «Reach For Us»
  - 29-30 жовтня — Сеул, Південна Корея — Blue Square Mastercard Hall
  - 5-6 листопада — Токіо, Японія

### 2023
- ONEUS 1st World Tour «Reach For Us»[123]
  - 12 січня — Нью-Йорк, Нью-Йорк, США — Apollo Theater
  - 14 січні — Вашигтон, Колумбія, США — The Theater at MGM National Harbor
  - 16 січня — Атланта, Джорджія — Coca-Cola Roxy
  - 18 січня — Орландо, Флорида, США — House of Blues Orlando
  - 21 січня — Медісон, Вісконсин, США — Orpheum Theater
  - 24 січня — Сент-Луїс, Міссурі, США — The Factory
  - 27 січня — Даллас — Форт-Верт, Техас, США — Will Rogers Auditorium
  - 29 січня — Х'юстон, Техас, США — 713 Music Hall
  - 2 лютого — Фінікс, Аризона, США — Marquee Theatre
  - 4 лютого — Лос Анджелес, Каліфорнія, США — The Pasadena Civic
  - 7 лютого — Сан-Хуан, Пуерто-Рико — Coca-Cola Music Hall
  - 10 лютого — Мехіко, Мексика — Pepsi Center WTC
  - 12 лютого — Сантьяго, Чилі — Teatro Coliseo
  - 15 лютого — Сан-Паулу, Бразілія — Audio Club

## Нагороди та номінації
| Премія                       | Рік  | Категорія                        | Номінант / Робота | Результат | Прим.   |
| ---------------------------- | ---- | -------------------------------- | ----------------- | --------- | ------- |
| Asia Artist Awards           | 2021 | Male Idol Group Popularity Award | Oneus             | Номінація | [ 124 ] |
| FAN N STAR                   | 2019 | Rising Star Awards               | Oneus             | Перемога  | [ 125 ] |
| M2 X Genie Music             | 2019 | Новий виконавець (чоловіки)      | Oneus             | Номінація | [ 126 ] |
| Golden Disc Awards           | 2021 | Best Album Award - Bonsang       | Blood Moon        | Номінація | [ 127 ] |
| Golden Disc Awards           | 2021 | Seezn Most Popular Artist Award  | Oneus             | Номінація | [ 128 ] |
| Seoul Music Awards           | 2021 | U+Idol Live Best Artist Award    | Oneus             | Номінація | [ 129 ] |
| Seoul Music Awards           | 2022 | Bonsang Award                    | Malus             | Номінація | [ 130 ] |
| Seoul Music Awards           | 2022 | Popularity Award                 | Oneus             | Номінація | [ 130 ] |
| Seoul Music Awards           | 2022 | Hallyu Special Award             | Oneus             | Номінація | [ 130 ] |
| Soribada Best K-Music Awards | 2019 | Next Artist Award                | Oneus             | Перемога  | [ 25 ]  |
| Soribada Best K-Music Awards | 2020 | The New Icon Award               | Oneus             | Перемога  | [ 131 ] |